# Shippenville
Shippenville är en kommun av typen borough i Clarion County i Pennsylvania. Vid 2010 års folkräkning hade Shippenville 480 invånare.